# Placeres del Oro
Placeres del Oro es una localidad del estado mexicano de Guerrero. Es parte del municipio de Coyuca de Catalán.

## Demografía
| Gráfica de evolución demográfica |
|                                  |

| Censo | Población |
| ----- | --------- |
| 1900  | 688       |
| 1910  | 659       |
| 1921  | 917       |
| 1930  | 742       |
| 1940  | 496       |
| 1950  | 865       |
| 1960  | 1 072     |
| 1970  | 1 423     |
| 1980  | 1 506     |
| 1990  | 1 573     |
| 2000  | 1 871     |
| 2010  | 1 622     |
| 2020  | 1 489     |